# Ralf Hohlfeld
Ralf Hohlfeld (* 7. März 1966 in Braunschweig) ist ein deutscher Kommunikationswissenschaftler. Seit 2008 lehrt er an der Universität Passau.

## Leben
Hohlfeld studierte Publizistik- und Kommunikationswissenschaft, Germanistik, Politikwissenschaft und Wirtschaftspolitik an der Westfälischen Wilhelms-Universität in Münster und promovierte 1995 mit einer Arbeit über Fernsehprogrammanalyse zum Dr. phil. Daran anschließend wurde er Mitarbeiter in der Abteilung Medienforschung/Unternehmensplanung beim Südwestfunk in Baden-Baden. Von 1996 bis Ende 2007 arbeitete Hohlfeld am Lehrstuhl Journalistik I der Katholischen Universität Eichstätt-Ingolstadt: zunächst als wissenschaftlicher Assistent und seit seiner Habilitation 2002 (Thema: „Journalismus und Medienforschung“) als wissenschaftlicher Oberassistent. In dieser Zeit war er unter anderem Chefredakteur des Eichstätter Magazins „einsteins“. Hohlfeld hospitierte zudem bei der „Braunschweiger Zeitung“, SAT.1 und dem Norddeutschen Rundfunk und arbeitete als freier Mitarbeiter für den NDR sowie als Filmkritiker für Hörfunksender in Nordrhein-Westfalen. Nachdem er ab 1996 an der Katholischen Universität Eichstätt-Ingolstadt lehrte, wechselte er 2007 an die Ludwig-Maximilians-Universität in München, wo er als Vertretungs-Professor für Online-Kommunikation vom Wintersemester 2007 bis August 2008 tätig war. Seit 1. September 2008 ist er Inhaber des Lehrstuhls für Kommunikationswissenschaft an der Universität Passau. Er wurde nach seiner Berufung von der Hochschulleitung beauftragt, ein Zentrum für Medien und Kommunikation zu planen und auszustatten, das 2014 als damals modernstes universitäres Medienzentrum Deutschlands eingeweiht wurde und mit seiner crossmedialen Medienarchtektur Maßstäbe in der universitären Medienausbildung setzen konnte. Parallel dazu baute Hohlfeld zunächst den interdisziplinären Bachelorstudiengang "Medien und Kommunikation" zu einem Studienprogramm mit sozialwissenschaftlicher Ausrichtung um, das 2011 im CHE-Hochschulranking vom letzten Platz im Bereich Kommunikationswissenschaft/Journalistik in die Gruppe der fünf besten Studiengänge sprang und Bestwerte in den Kategorien "Studierbarkeit" und "Praxisbezug" erhielt. In den nachfolgenden Jahren entwickelte er im Kreis der unter seinem Vorsitz berufenen Kollegen Thomas Knieper und Oliver Hahn federführend den Bachelorstudiengang "Journalistik und Strategische Kommunikation", mit dem die Profilierung in Richtung eines gesellschaftswissenschaftlichen Curriculums mit Anwendungs- und Praxisbezug weitergeführt werden konnte. Der auf konsekutiven Kompetenzerwerb abzielende Studiengang für die beiden Berufsfelder Journalismus und PR/Unternehmenskommunikation wurde 2020 vom Akkreditierungsrat akkreditiert. In der Forschung beschäftigt sich Hohlfeld schwerpunktmäßig mit den Themen Qualitätsjournalismus, Vielfalt und redaktionelle Konvergenz sowie seit 2017 vermehrt mit dem Themenkomplex Desinformation und Fake News.
Zu seinen weiteren Lehr- und Forschungsgebieten zählen Politische Kommunikation, Sportjournalismus, New Journalism, journalistische Publikumsbeobachtung und Medienwandel.
Hohlfeld ist verheiratet und mehrfacher Vater.

## Publikationen (Auswahl)
- Journalismus und Medienforschung. Theorie, Empirie, Transfer (2003 – Forschungsfeld Kommunikation 17). Konstanz: UVK Medien.
- Innovationen im Journalismus. Forschung für die Praxis, (2002 – zusammen herausgegeben mit Klaus Meier und Christoph Neuberger; = Journalismus: Theorie und Praxis, Band 2), Münster/Hamburg: Lit Verlag.
- Systemtheorie für Journalisten. Ein Vademekum. (1999; = Eichstätter Materialien zur Journalistik 12), Eichstätt.
- Wege zur Theorie des Rundfunkwandels. Fernsehorganisationen zwischen publizistischen Zielvorstellungen und systemischem Eigensinn. (1996 – zusammen mit Gernot Gehrke; = Studien zur Kommunikationswissenschaft 12), Opladen: Westdeutscher Verlag.
- Wege zur Analyse des Rundfunkwandels. Leistungsindikatoren und Funktionslogiken im ‚dualen Fernsehsystem‘. (1995 – zusammen mit Gernot Gehrke; = Studien zur Kommunikationswissenschaft 13, zugleich Dissertation im Fach Publizistik der Westfälischen Wilhelms-Universität Münster), Opladen: Westdeutscher Verlag.